# Добрич (авіабаза)
26-а розвідувальна авіабаза Добрич (болг. 26та Разузнавателна авиобаза Добрич) — колишня військово-повітряна база в Болгарії, розташована біля м. Добрич Добрицької області і общини Добрич. Вона мала велике значення для безпеки країни, оскільки в ньому базувався єдиний підрозділ повітряної розвідки ВПС Болгарії.

## Історія
У вересні 1955 року 26-й розвідувальний полк перебазувався на нещодавно збудований аеродром Добрич, який тоді називався Толбухін. До складу полку входило 20 Ту-2Р та 10 Іл-28. У 1959 році Ту-2Р були зняті з озброєння, їм на заміну прибули Іл-14. З 1959 по 1960 прибули перші МіГ-15біс.
У 1961 році надійшли МіГ-17.
У 1969 на авіабазу прибули 6 МіГ-21Р та кілька МіГ-21.
У 1974 з озброєння полку були зняті Іл-28.
У 1981 з озброєння полку були зняті МіГ-15біс.
В листопаді 1982 року, три МіГ-25РБТ (серійні номери: 731, 736 та 754) та один двомісний навчально-тренувальний МіГ-25РУ (серійний номер: 51) прибули на авіабазу Добрич у північно-східній Болгарії. Згодом літаки надійшли на озброєння 26-го розвідувального авіаполку для ведення фото- та радіоелектронної розвідки.
2 квітня 1984 року сталася трагедія: через погану погоду на МіГ-25РБТ закінчилося паливо, і пілот був змушений катапультуватися. 
У 1984 році 2-а ескадрилья полку перейшла на Су-22М4. Болгарія отримала 18 Су-22М4 і 3 навчальних Су-17УМ3. Су-22М4 надійшли трьома траншами по шість машин, причому перші шість літаків надійшли в розібраному стані влітку 1984 року. Перший політ в небі Болгарії з болгарським пілотом здійснив 18 вересня того ж року навчальний варіант Су-17М3. Останні шість Су-22М4  були отримані в 1988 році. На озброєнні 26-го розвідувального авіаційного полку, вони замінили розвідувальні МіГ-17. До 1989 року, коли надійшли перші МіГ-29, Су-22 вважався найсучаснішим бойовим літаком Болгарії.
Останній МіГ-17 знятий з озброєння у 1989 році.
У травні 1991 року три залишені літаки востаннє перетнули повітряний простір Болгарії і перелітили у Росію в обмін на поставлені з Росії 5 МіГ-23МЛД.
У 1995 році на озброєння полку надійшли Л-39ZA. 
У 1998 році 6-а винищувальна авіаційна база на аеродромі Балчик була розформована, а її літаки МіГ-21 та особовий склад сформували 3-ю ескадриллю 26-го РАБ на авіабазі Добрич.
Оскільки останні літаки МіГ-21Р і МіГ-21МФ-Р були зняті з озброєння, авіабаза Добрич закрилася в 2002 році.